# Штарк, Никлас
Никлас Штарк (нем. Niklas Stark) — немецкий футболист, защитник и полузащитник клуба «Вердер». В 2014 году стал чемпионом Европы среди юношей до 19 лет.

## Биография
Никлас Штарк родился 14 апреля 1995 года в городе Нойштадт-ан-дер-Айш.

### Клубная карьера
Штарк является воспитанником футбольной академии «Нюрнберга». В сезонах 2010/2011 и 2011/2012 он играл за команду игроков до 17 лет. В сезоне 2012/2013 Штарк выступал за команду игроков до 19 лет, в конце сезона тренер Михаэль Визингер перевёл его в основной состав «Нюрнберга». 27 апреля 2013 года 18-летний Штарк дебютировал в Бундеслиге, заменив в перерыве матча с «Хоффенхаймом» травмированного Маркуса Фойльнера. В той встрече Штарк заработал пенальти, что не спасло его команду от поражения со счётом 1:2. До конца сезона он принял участие ещё в двух матчах своей команды.
Сезон 2013/2014 Штарк проводил в качестве полноценного игрока основного состава «Нюрнберга». Тренер использовал его на позициях опорного полузащитника и центрального защитника. В середине сезона Штарк получил серьёзную травму, из-за которой пропустил два месяца. В общей сложности он провёл в том сезоне Бундеслиги 21 матч. «Нюрнберг» занял предпоследнее 17-е место и оказался во Второй Бундеслиге.
24 августа 2015 года Штарк перешёл в берлинскую «Герту», с которой подписал четырёхлетний контракт. Сумма трансфера составила 3 млн евро. В первом сезоне Никлас Штарк отыграл за «Герту» 21 матч и забил 2 гола.

### Выступления за сборную
Штарк выступал за различные молодёжные сборные Германии, начиная с возрастной категории до 17 лет. В 2014 году он был капитаном юношеской сборной Германии, победившей на чемпионате Европы среди юношей до 19 лет. На турнире, проходившем в Венгрии, Штарк сыграл пять матчей и отметился одним забитым голом.